# 中島由美子
中島 由美子（なかじま ゆみこ、1992年7月14日 - ）は、日本の美容家、ブランディングプロデューサー、美容インストラクター、メイクアップアーティスト。株式会社ドクターセレクトの取締役部長。これまでにスキンケアやサプリメントの企画・開発に携わっている。

## 略歴
夙川学院短期大学デザイン科を卒業後、大手外資系メーカー2社に12年間勤務し、皮膚理論やメイク技術、マーケティング戦略を学ぶ。その後、株式会社ドクターセレクトの創立メンバーとして商品開発や事業運営に携わる。2008年よりブランディングプロデューサーとして活動を開始。通信販売用のスキンケアやサプリメントの開発から、クリニックやエステサロン専売品の製品開発を手がける。また、海外を含む多くの店舗で販売展開を行い、チームを指導し、販売展開を担当した。自身の乾癬克服の経験をもとに、デトックスの重要性を提唱し、内外からの美容と健康をサポートするアプローチを推進している。

## 活動内容

### 製品開発
主に、株式会社ドクターセレクトでスキンケアやサプリメント製品の開発を担当し、スキンケアやサプリメント製品の開発を担当している。

### メディア出演
YouTubeチャンネルでは、美容に関する知識やトレンドを紹介。また、美容インストラクターやメイクアップアーティストとして講演やセミナーでも活動している。

### 表彰と掲載実績
- 「男女生き生き 元気宣言」に登録され、健康的なライフスタイルの提案が評価された[3]。
  - エステティック通信（ESTHETIC WIRED）
    - 2023年2月号：「エステティック業界を理想の未来へ 次世代を創造する経営者29人」に掲載。
    - 2024年2月号：「美容業界の躍進に挑む経営者29人」に掲載[4]。
    - 2025年2月号：「価値創造と挑戦が導く新時代 美容業界を革新する経営者のビジョン」に掲載[5]。